# Monchy-Humières
Monchy-Humières – miejscowość i gmina we Francji, w regionie Hauts-de-France, w departamencie Oise.
Według danych na rok 1990 gminę zamieszkiwało 601 osób, a gęstość zaludnienia wynosiła 77 osób/km² (wśród 2293 gmin Pikardii Monchy-Humières plasuje się na 463. miejscu pod względem liczby ludności, natomiast pod względem powierzchni na miejscu 620.).